# 扎賓齊 (切梅里夫齊區)
48°53′47″N 26°14′35″E / 48.89639°N 26.24306°E
扎賓齊（烏克蘭語：Жабинці）是位於烏克蘭西部赫梅利尼茨基州裏卡緬涅茨-波多利斯基區的村莊，始建於1542年，面積2.25平方公里，海拔高度275米，2001年人口762，人口密度每平方公里338.8人。